# 加藤静雄

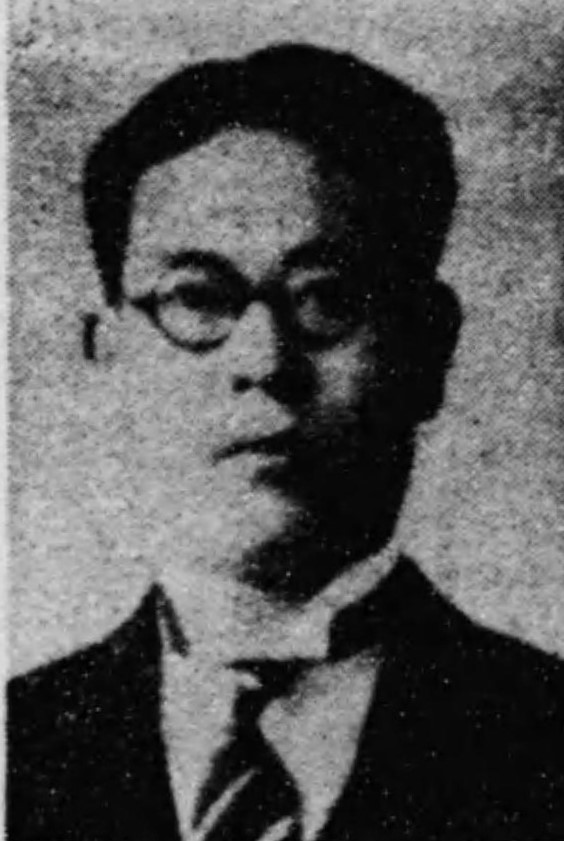
加藤静雄

加藤 静雄（かとう しずお、1911年（明治44年）4月25日 - 1960年（昭和35年）12月7日）は、昭和期の実業家、政治家。衆議院議員（1期）。旧姓は増田。

## 経歴
静岡県志太郡豊田村（現焼津市）の増田家に生まれる。静岡県立志太中学校（現静岡県立藤枝東高等学校）の第一期生で、同校4年修了で静岡高等学校に進んだ。1939年（昭和14年）京都帝国大学法学部法律学科を卒業。戦後、東京の加藤家の養子となるが、焼津に在住した。
実業界では、合資会社東亜製作所副会長、焼津水産取締役社長などを務めた。
1947年（昭和22年）4月の第23回衆議院議員総選挙で静岡県第1区から日本社会党公認で出馬して実業家の長兄、増田年郎の援助と志太中同窓生の支援を受けて当選し、衆議院議員に1期在任した。この間、社会党情報部次長などを務め、焼津漁港修築の促進などに尽力した。1949年（昭和24年）1月の第24回総選挙に立候補したが落選した。
晩年は不遇で、1960年12月に自殺した。死没日をもって勲四等瑞宝章追贈、従五位に叙される。